# Бобровицкий колледж экономики и менеджмента
Бобровицкий колледж экономики и менеджмента имени А. А. Майновой (укр. Бобровицький коледж економіки та менеджменту ім. О. О. Майнової) - учебное заведение в городе Бобровица Бобровицкого района Черниговской области Украины.

## История
30 ноября 1891 года в местечке Бобровица Козелецкого уезда Черниговской губернии Российской империи была открыта сельскохозяйственная и ремесленная школа I разряда, 1 сентября 1911 года реорганизованная в Майновское низшее сельскохозяйственное училище.
В начале декабря 1917 года в Бобровицах была провозглашена Советская власть (фактически установленная в январе 1918 года), но в марте 1918 года поселение заняли немецкие войска (которые оставались здесь до декабря 1918 года), а в дальнейшем, до декабря 1919 года оно находилось в зоне боевых действий гражданской войны.
В 1920 году на базе низшего сельскохозяйственного училища был создан сельскохозяйственный техникум.
В ходе Великой Отечественной войны 15 сентября 1941 года Бобровица была оккупирована немецкими войсками, 18 сентября 1943 года - освобождена частями 121-й стрелковой дивизии РККА.
Учебное заведение было восстановлено и в октябре 1944 года возобновило работу как Майновский зоотехнический техникум.
В июле-августе 1964 года в результате объединения зоотехнического техникума и племсовхоза "Дружба" был создан Майновский совхоз-техникум.
К началу 1970х годов учебное заведение пять раз являлось участником ВДНХ СССР и трижды было награждено переходящим Красным знаменем министерства сельского хозяйства УССР и Укрпрофрады
По состоянию на начало 1972 года совхоз-техникум ежегодно выпускал свыше 300 агрономов, зоотехников и ветеринарных фельдшеров; в его состав входили учебный корпус, библиотека с 50 тыс. книг, столовая, несколько общежитий, учебное хозяйство (с 5661 гектаров сельскохозяйственных земель, из которых 5162 гектаров составляла пашня) и машинно-тракторный парк (59 тракторов, 21 комбайна и 38 автомашин).
В 1980 году Майновский совхоз-техникум был переименован в Бобровицкий совхоз-техникум.
После провозглашения независимости Украины техникум был передан в ведение министерства сельского хозяйства и продовольствия Украины.
В марте 1995 года Верховная Рада Украины внесла Бобровицкий совхоз-техникум в перечень предприятий, учреждений и организаций, приватизация которых запрещена в связи с их общегосударственным значением.
В 1997 году совхоз-техникум был ликвидирован, на его базе был создан Бобровицкий государственный сельскохозяйственный техникум.
В 2004 году Бобровицкий государственный аграрно-экономический техникум вошёл в состав Национального аграрного университета Украины, а 3 марта 2007 года он был переименован в Бобровицкий колледж экономики и менеджмента имени А. А. Майновой.

## Современное состояние
Колледж является высшим учебным заведением I-II уровней аккредитации.